# Белтелерадиокомпания
Белтелерадиокомпания (БТРК) — государственное учреждение, ведущее вещание по первому телевизионному каналу, ряду специализированных телевизионных каналов и четырём радиовещательным каналам.

## История

### НКПЧ БССР (1924—1933)
Первая передача Белорусского радио вышла в эфир 15 ноября 1925 года на радиостанции РВ-10 имени Совнаркома БССР. Передачи транслировались 30 минут в сутки в радиусе до 300 км. С 1926 года начались трансляции рабочей и крестьянской радиогазет, позднее — трансляции передач из театров и клубов, музыкальные программы. С 1928 года развивается проводное вещание, сформирована недельная сетка вещания с учётом профессиональных и возрастных характеристик целевой аудитории. В 1930-е годы развивается областное и районное вещание.

### Радиокомитет БССР (1933—1953)
В 1933 году создан Комитет по радиоинформации и радиовещанию Совета народных комиссаров БССР (Радиокомитет БССР). Усовершенствование технических средств (строительство в Колодищах мощной радиостанции и др.) позволило проводить передачи в прямом эфире. В 1936 году на Белорусском радио впервые были использованы аппараты звукозаписи. В 1938 году началось вещание в новом Доме радио, где имелись 3 новые студии, цех механического вещания и звукозаписи. В годы Великой Отечественной войны радиостанция РВ-10 имени Совнаркома БССР временно прекратила свою деятельность. На коротких волнах в Москве 1 января 1942 года начала работу радиостанция «Советская Беларусь». Через передатчик Радиостанции им. Совнаркома БССР немецкая оккупационная администрация запустила радиостанцию Landessender Minsk. Радиостанция РВ-10 имени Совнаркома БССР вновь вышла в эфир в 1944 году сначала в освобождённом Гомеле, затем в Минске.

### Радиоуправление БССР (1953—1957)
В 1953 году Радиокомитет БССР был реорганизован в Главное управление радиоинформации Министерства культуры БССР (Радиоуправление БССР). В 1950-е гг. началась интенсивная работа по улучшению качества радиовещания. В Доме радио было установлено новое оборудование, позволившее улучшить качество записных передач. 1 января 1956 года Радиоуправление БССР запустило блок республиканских телепередач — «Белорусское телевидение» (БТ). С вводом в 1955 года Минского телевизионного центра заработала 2-программная радиовещательная станция на УКВ. Среднесуточный объём однопрограммного вещания тогда составлял 2-3 часа, а аудитория телеканала — 4,5 тысячи зрителей. Основой телепоказа были художественные фильмы, хроника, концертные номера и спектакли, материалы снятые на киноплёнку (присланные из Москвы и местного проката). Информационные программы иллюстрировались кино- и фотоматериалами. В конце 1950-х годов организуются прямые трансляции (1957 год), начинается собственное производство документальных передач и телеспектаклей.

### Гостелерадио БССР (1957—1991)
В 1957 году Радиоуправление БССР было реорганизовано в Государственный комитет БССР по телевидению и радиовещанию (Гостелерадио БССР). В 1960-е годы телевещанием было обеспечено 70 % территории Беларуси. Сформировано двухпрограммное ТВ (на базе передач 1-й программы ЦТ Москвы). В 1960-е годы завершена полная радиофикация Беларуси, появились новые радиостанции: «Беларусь» (05.1962 г.), обеспечившая регулярное вещание на зарубежные страны, «Белорусская молодёжная» (02.1963 г.), «Сельская жизнь» (04.1964 г.). Была открыта кафедра теории и практики радиовещания и телевидения на факультете журналистики БГУ с целью подготовки квалифицированных кадров. Объём собственного вещания составлял 718 ч. в год, 50 % которого занимали общественно-политические передачи. С середины 1960-х годов началось собственное производство художественных и документальных телефильмов (на базе главной редакции «Телефильм»). В 1962 году с выходом на Интервидение начался обмен программами с другими республиками. В 1961 году Минская телестудия и Комитет по радиовещанию и телевидению были объединены в один творческий коллектив, в марте 1964 года переименованный в Студию Белорусского телевидения.
В 1970-е годы на территории Беларуси работали 22 радиовещательные станции. В этот период осуществлён переход на 3-программное проводное вещание, сформировано стереовещание на ультракоротких волнах. В 1972 году Гостелерадио БССР на средних волнах запустил радиостанцию Крыніца. К началу 80-х годов насчитывалось 6 редакций областного, 115 районного, 12 городского и 32 фабрично-заводского радио. В 1970—1980-е годы телевещанием было охвачено уже 95 % территории Беларуси. С 1972 передачи транслировались по 3 программам, в том числе цветные передачи собственного производства (с 1974 года). В 1978 введён в строй аппаратно-студийный комплекс Белорусского радиотелецентра, позволивший увеличить объём и качество цветного изображения. В январе 1981 года на 6-м канале вышла самостоятельная белорусская программа, которая не перекрывалась программами из Москвы. По объёму собственной продукции она занимала 6-е место в СССР, а её передачи смотрели 86 % жителей Беларуси. Структура вещания национального телеканала состояла из 3 блоков: информационно-публицистического, научно-познавательного и художественного.

### Гостелерадио Республики Беларусь (1991—1994)
В сентябре 1991 года Гостелерадио БССР было переименовано в Государственный комитет Республики Беларусь по телевидению и радиовещанию (Гостелерадио Республики Беларусь). В начале 1990-х годов единая система государственного телевидения Беларуси включала 6 телецентров, 50 передатчиков, более 2 тысяч радиорелейных линий связи. Это дало возможность перепрофилировать программу на более мощный 1-й канал связи. Среднесуточный объём республиканского и областного вещания составлял 14,5 ч. С января 1993 года Гостелерадио Республики Беларусь стало полноправным членом Европейского Вещательного Союза (ЕВС). В 1990-е годы начался новый этап в развитии белорусского радиовещания: реформирования структуры Белорусского радио, совершенствование его программной, идеологической и творческой составляющих.

### Белтелерадиокомпания (с 1994)
В августе 1994 года Указом Президента Республики Беларусь на базе Государственного комитета по телевидению и радиовещанию создана Национальная государственная телерадиокомпания Республики Беларусь. В мае того же года радиовещательные программы «Криница» и «Белорусская молодёжная» были объединены в программу «Радио 2» (с 2002 года — Канал «Культура»), которая стала ретранслироваться по второму каналу проводного вещания. В 1995 году для совершенствования процесса информирования населения создано Агентство телевизионных новостей (АТН). Стали использоваться новые информационные технологии и модели вещания (прямые линии, теледебаты, ток-шоу и др.), появились национальные телесериалы (художественный телефильм «Проклятый уютный дом», 1999). В 1998 году НГТРК Республики Беларусь запустила радиостанцию «Столица», которая стала ретранслироваться по третьему каналу проводного вещания. С 15 июня 1998 года была радиопрограмма «Беларусь» вещает также на русском и украинском языках. В 2000-х годах в системе Белтелерадиокомпании был создан ряд телеканалов: развлекательный «Лад» (2003) и международный «Беларусь-ТВ» (2005). Ввод тестовых цифровых передатчиков в 2004 году позволил более эффективно и качественно осуществлять записи передач.
С 2005 года все каналы и радиостанции Белорусского радио транслируются в режиме реального времени в сети Интернет. С 22 декабря 2005 года по 28 декабря 2010 года председателем Белтелерадиокомпании был Александр Зимовский.
С 1 октября 2009 года по 31 декабря 2012 года (согласно Указу Президента № 523, подписанному 23 октября 2009 года) НГТРК и входящие в её систему организации освобождены от уплаты налогов на прибыль и на добавленную стоимость (за исключением налога на добавленную стоимость, взимаемого при ввозе товаров на таможенную территорию Беларуси, если иное не предусмотрено законодательными актами).
В ноябре 2011 года прошёл ребрендинг каналов Белтелерадиокомпании: 5 ноября Первый канал поменял название на «Беларусь 1», 14 ноября ЛАД стал называться «Беларусь 2», а международный «Беларусь-ТВ» 1 января 2013 года преобразовался в «Беларусь 24». 8 февраля 2013 года был запущен цифровой социокультурный телеканал «Беларусь 3». 1 апреля 2016 года прекратилось вещание версий Первого национального канала Белорусского радио на длинных и средних волнах.
17 августа 2020 года среди сотрудников Белтелерадиокомпании прошли акции протеста и забастовки против итогов президентских выборов в Белоруссии 2020 года. Утром того дня «Беларусь 1» показывал сначала пустую новостную студию, а потом повторы старых программ.
Многие журналисты решили оставить работу в Белтелерадиокомпании летом—осенью 2020 года. Исход продолжился и в 2021 году: в январе насчитывалось более 100 открытых вакансий в Белтелерадиокомпании, а по состоянию на июнь от Белтелерадиокомпании были размещены уже 160 вакансий. Основная часть бывших сотрудников БТ была заменена российскими журналистами.
8 января 2020 года коллектив Национальной государственной телерадиокомпании Республики Беларусь удостоен Специальной премии Республики Беларусь деятелям культуры и искусства за реализацию творческих проектов, позитивно представляющих национальную культуру в Республике Беларусь и за рубежом, значительный вклад в воспитание творческой молодёжи.
28 мая 2021 года, по результатам послевыборного мониторинга, Европейский вещательный союз приостановил членство БТРК в союзе вещателей. Возмущение союза было вызвано среди прочего показом в эфире «Беларусь 1» раскаяний организаторов митингов 2020 года (в частности, Романа Протасевича и Софии Сапеги), которые ЕВС назвал «сделанными под явным давлением». 30 июня 2021 года Белтелерадиокомпанию исключили из Европейского вещательного союза.
19 декабря 2023 года Национальная государственная телерадиокомпания Республики Беларусь удостоена специальной премии Президента Республики Беларусь за значительный вклад в сохранение исторической памяти и правды про Великую Отечественную войну и реализацию проектов «Последние свидетели», «Геноцид. Без права на жизнь».

## Телеканалы и радиостанции
В структуру НГТРК РБ входят 7 телевизионных каналов, 5 каналов радио, 5 областных телерадиокомпаний. Далее перечислены телеканалы, входящие в компанию:

### Основные телеканалы
- «Беларусь 1» — общереспубликанский телеканал общей тематики. Главный информационный телевизионный канал Республики Беларусь. Телеканал «Беларусь 1» осуществляет трансляции особо важных государственных, общественных и культурных мероприятий, среди которых праздничные концерты, военные парады, международные фестивали и конкурсы.
- «Беларусь 2» — общереспубликанский развлекательный телеканал. С 2003 по 2015 года на канале имелись региональные «окна» для областных телерадиокомпаний.

Доступны через эфирное (цифровое (DVB-T) на ДМВ, ранее — аналоговое (SECAM), Беларусь 1 на МВ, Беларусь 2 на ДМВ), кабельное и спутниковое телевидение на 1-й кнопке (Беларусь 1) и на 10-й кнопке (Беларусь 2).

### Специализированные телеканалы
- «Беларусь 3» — общереспубликанский культурологический телеканал. Основу эфира составляет в основном продукция Белтелерадиокомпании. В эфире такие проекты, как «Калыханка», «Зямля беларуская», «Таямніцы душы» и другие. Вещает без рекламы.

Доступен через эфирное (цифровое (MUX1 DVB-T) на ДМВ) и кабельное телевидение.
- «Беларусь 4» — сеть отдельных региональных телеканалов:
  - Беларусь 4. Брест
  - Беларусь 4. Гомель
  - Беларусь 4. Могилёв
  - Беларусь 4. Витебск
  - Беларусь 4. Гродно

Доступны через эфирное (цифровое (региональный MUX DVB-T) на ДМВ) и кабельное телевидение.
- «Беларусь 5» — общереспубликанский спортивный телеканал.

Доступен через эфирное (цифровое (MUX2 DVB-T2) на ДМВ) и кабельное телевидение.
- «НТВ-Беларусь» — белорусская лицензированная версия телеканала НТВ. Основу эфира телеканала «НТВ-Беларусь» составляет продукция телекомпании НТВ, произведённая российской стороной и предоставляемая Белтелерадиокомпании на основании заключённого договора. Эти программы составляют около 80 % эфира. Приблизительно 15 % эфира телеканала занимают сериалы и фильмы, закупаемые Белтелерадиокомпанией. Кроме того, телеканалом «НТВ-Беларусь» производится межпрограммная продукция, включающая графическое оформление, анонсирующие видеоролики, «Прогноз погоды» и прочее.

Доступен через эфирное (цифровое (MUX1 DVB-T) на ДМВ) и кабельное телевидение.

### Международные телеканалы
- «Беларусь 24» — собственный, международный спутниковый телеканал, представляет собой ретрансляцию собственных программ «Беларусь 1» и «Беларусь 2», вещает без рекламы (вместо неё транслируются анонсы предстоящих передач и различные промо-ролики).

Программы канала с помощью спутников «ABS-2» и «KazSat 3» ретранслируются на территории более 100 стран. Вещание осуществляется в формате 24/7 на русском, белорусском и английском языках.

### Основные радиостанции
Национальная государственная телерадиокомпания Республики Беларусь обеспечивает также вещание:
- общереспубликанского Первого Национального канала Белорусского радио — сетка вещания основана на сочетании информационных, тематических и музыкальных передач, ориентированных на слушательскую аудиторию 35+. На канале выходит около 80 программ различной жанровой и тематической направленности.
- Канал «Культура» — предназначен для слушателей, интересующихся национальными и мировыми культурными достижениями и современными событиями в мире искусства. Важной составляющей работы канала является пополнение аудиофондов Белтелерадиокомпании. Ежегодно записывается около 100 дисков с музыкальными, литературно-драматическими и публицистическими произведениями.
- радиостанции «Сталіца» — Радиостанция «Столица» освещает жизнь Минска и Минской области. Информационно-аналитические и музыкальные программы радиостанции ориентированы на широкую аудиторию. Основу сетки вещания составляют три тематических сегмента: «Добрай раніцы, сталіца!» (Доброе утро, столица!); «Добры дзень, сталіца!» (Добрый день, столица!); «Добры вечар, сталіца!» (Добрый вечер, столица!). Приоритет отдаётся информационному и музыкальному вещанию. Ранее осуществлялось FM-вещание в Бресте, Витебске, Гомеле, Гродно, Могилёве, Полоцке.
- региональные радиостанции
  - «Радиус-FM» (Минск и Минская область) — в 2009 году радиостанция «Радиус-FM» сменила формат вещания, перейдя на информационно-музыкальный (соотношение информации и музыки 60 на 40 %). В основе вещания — блочная концепция (повторение оригинальных программ каждые 3 ч в течение дня).
  - «Радио Брест» (Брестская область)
  - «Радио Витебск» (Витебская область)
  - «Гомель FM» (Гомельская область)
  - «Радио Гродно» (Гродненская область)
  - «Радио Могилёв» (Могилёвская область)

Доступны через эфирное радиовещание (аналоговое на УКВ (УКВ OIRT), Первый национальный канал Белорусского радио (ранее — все) также на СВ и ДВ (передатчики под Минском (Сосновый) 500 и 800 кВт соответственно)), ранее через проводное радиовещание.

### Международные радиостанции
- международное радио «Беларусь» представляет собой поток международных радиоблоков на
  - белорусском
  - русском
  - английском
  - немецком
  - французском
  - испанском
  - польском
  - китайском
  - арабском языках

Доступна через эфирное радиовещание (аналоговое на КВ), спутниковое телевидение и Интернет.

## Структура

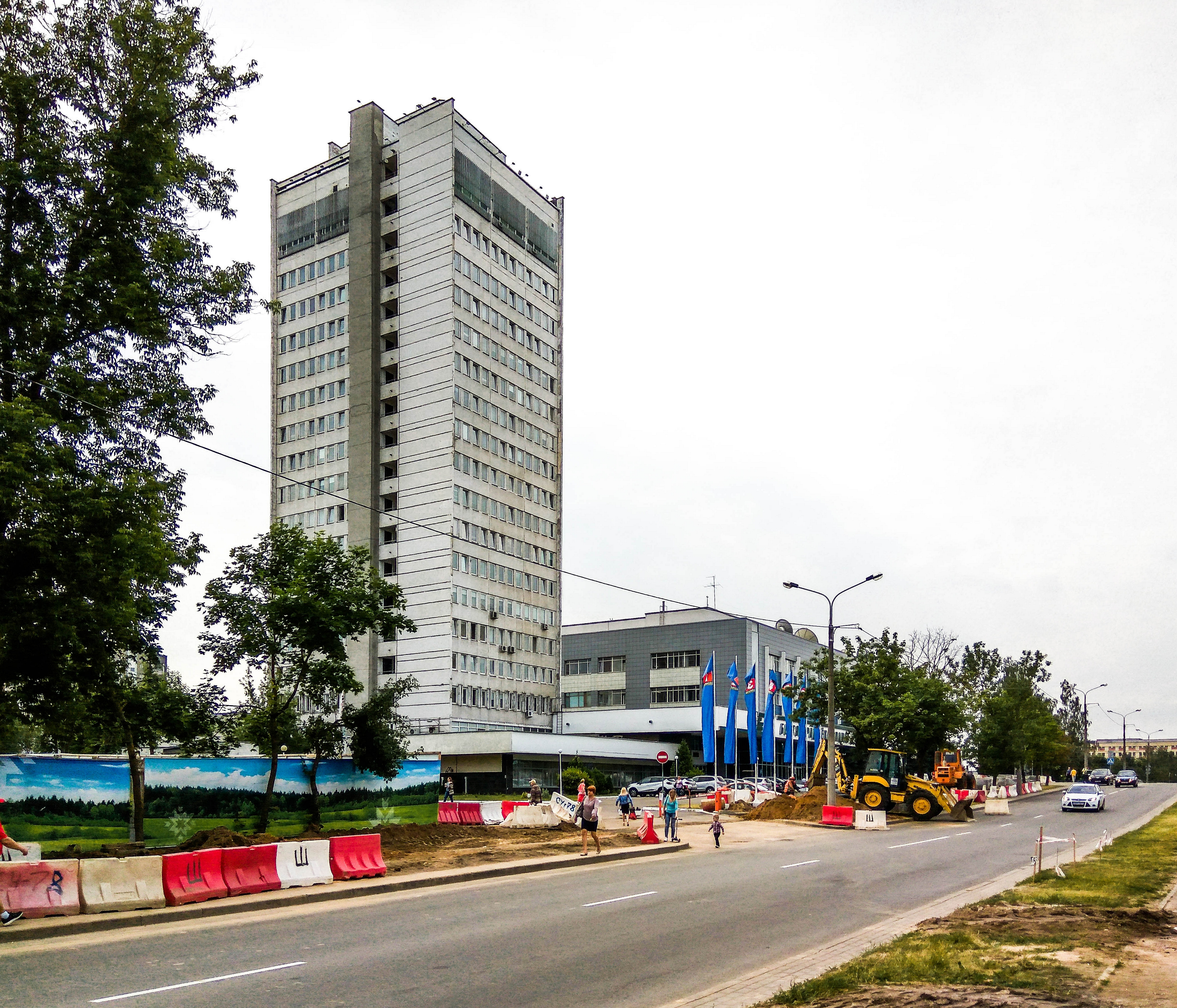
Здание Белтелерадиокомпании на улице Макаёнка, 9

В НГТРК Республики Беларусь входят 5 телерадиокомпаний областного охвата:
- ТРК «Брест»
- ТРК «Гродно»
- ТРК «Витебск»
- ТРК «Могилёв»
- ТРК «Гомель»

### АТН
Одним из основных подразделений Белтелерадиокомпании по производству информационных, информационно-аналитических и документально-публицистических телепередач является Агентство Телевизионных Новостей (АТН). Ежегодно АТН производит около 3,5 тысячи часов информационных выпусков, цикловых программ и спецпроектов, выходящих на телеканалах «Беларусь 1», «Беларусь 2», «Беларусь 3» и «Беларусь 24». Наличие корреспондентских пунктов во всех областных центрах Беларуси позволяет АТН готовить специальные информационные выпуски для регионов.
На официальном сайте НГТРК РБ в режиме реального времени ведутся трансляции выпусков АТН и спортивных мероприятий, размещаются текстовые новости, а также видеосюжеты и записи некоторых телевизионных передач. Сайт трижды был удостоен премии «TIBO»: в 2004 и 2006 годах в номинации «Традиционные СМИ в Интернете» и в 2008 году в номинации «Лучший видеоресурс в Интернете». Также дипломами отмечены сайты Первого национального канала радио и радио «Беларусь».

### Мероприятия
С 1993 года Белтелерадиокомпания является единственным и полноправным членом Европейского вещательного союза на территории Беларуси, а также Национальной ассоциации телерадиовещателей.
Компания выступает эксклюзивным вещателем взрослого и детского конкурсов песни «Евровидение» в Беларуси. Среди мероприятий, организованных и проведённых компанией, имеются национальные отборы «Евровидения», международный фестиваль искусств «Славянский базар в Витебске», национальный телевизионный конкурс «Телевершина».

### Штаб-квартира
В настоящее время большинство творческих и административных функций предприятия выполняется из здания, находящегося в Минске, по улице Макаёнка, 9. Дом Радио находится в Минске, по улице Красной, 4.

### Руководители

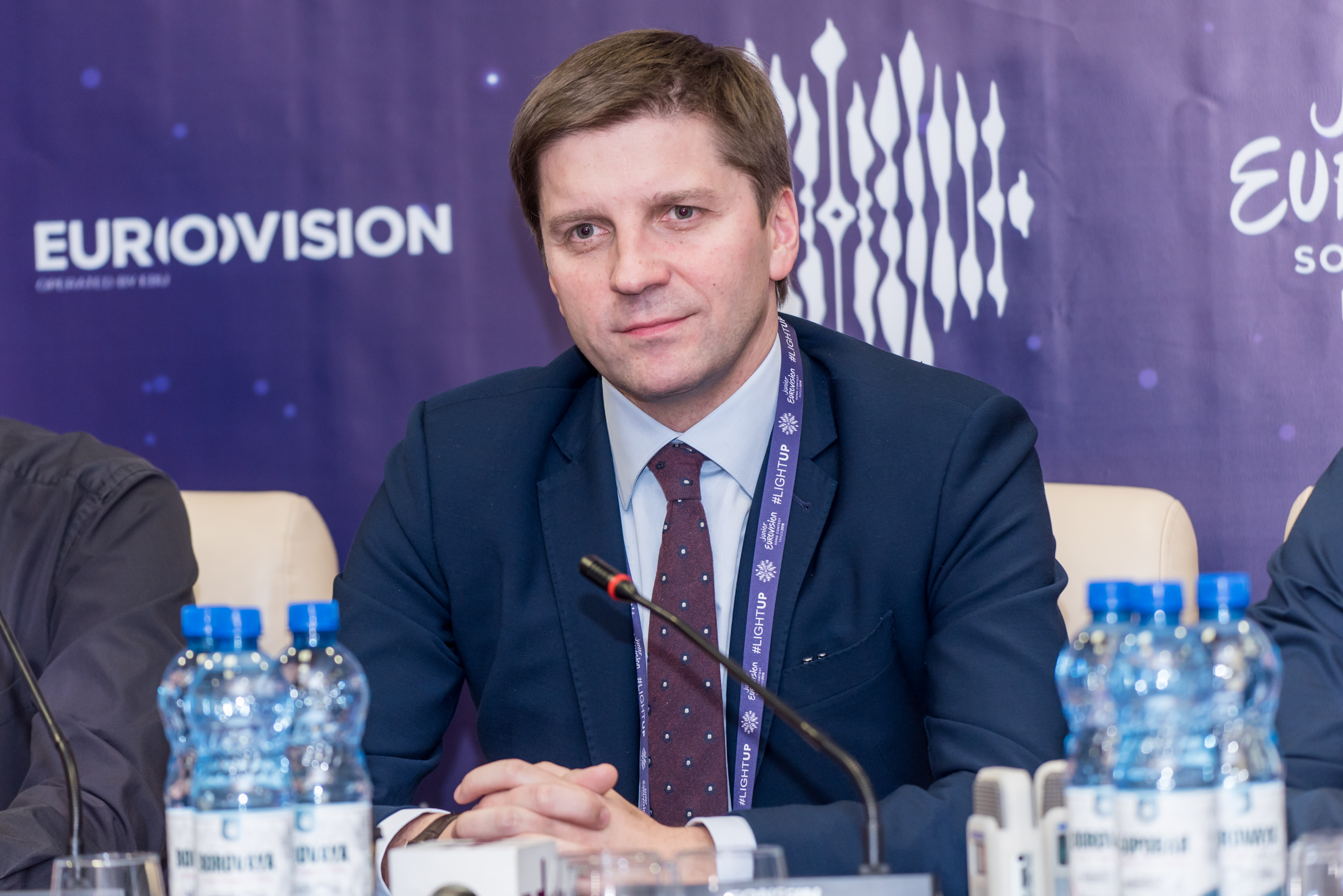
Иван Эйсмонт на пресс-конференции Детского Евровидения 2018

- Иван Михайлович Эйсмонт[26] — председатель Белтелерадиокомпании
- Александр Петрович Саламаха — первый заместитель председателя
- Ольга Константиновна Кононюк — заместитель председателя
- Глеб Михайлович Шульман — генеральный продюсер
- Сергей Александрович Гусаченко — главный директор Агентства телевизионных новостей
- Сергей Михайлович Хаментовский — заместитель главного директора Агентства телевизионных новостей
- Елена Анатольевна Ладутько — директор Дирекции телеканала «Беларусь 1»
- Елена Владимировна Образцова — директор Дирекции телеканала «Беларусь 2»
- Наталья Васильевна Маринова — директор Дирекции телеканала «Беларусь 3»
- Павел Вячеславович Булацкий — директор Дирекции телеканала «Беларусь 5»
- Александр Иванович Мартыненко — директор Дирекции телеканала «Беларусь 24»
- Маргарита Павловна Чистосердова — директор Дирекции телеканала «НТВ-Беларусь»
- Валерий Анатольевич Боднарь — директор Дирекции продаж и маркетинга
- Лариса Иосифовна Телица — директор Дирекции международных связей
- Александр Владимирович Казюкевич — директор Дирекции подготовки телепрограмм
- Антон Борисович Васюкевич — директор Дирекции Первого национального канала Белорусского радио
- Наум Яковлевич Гальперович — директор Дирекции зарубежного вещания Белорусского радио (радиостанция «Беларусь»)

### Бывшее руководство
- Кисель, Григорий Леонидович (5 августа 1994[27] — 21 июля 2000[28])
- Чикин, Виктор Валентинович (26 июля 2000[29] — 13 июня 2001[30])
- Рыбаков, Егор Владимирович (и.о. 13 июня 2001 — 17 июля 2001[30])
- Скворцов, Валерий Александрович (17 июля 2001[30] — 6 сентября 2001[29])
- Рыбаков, Егор Владимирович  (и.о. с 6 сентября[29], 19 октября 2001[29] — 13 февраля 2004[31])
- Матвейчук, Владимир Фёдорович (24 марта 2004[32] — 22 декабря 2005[33][34])
- Зимовский, Александр Леонидович (22 декабря 2005[35] — 28 декабря 2010[36])
- Давыдько, Геннадий Брониславович (28 декабря 2010[36] — 6 февраля 2018[37])

### Художественные коллективы
- Академический хор
- Симфонический оркестр
- Детский хор «Голоса детства»
- Заслуженный коллектив ансамбль народной музыки «Бяседа»
- Ансамбль камерной музыки «Симфоньетта»[8]

## Цензура и пропаганда
Международные эксперты и белорусская оппозиция традиционно называют государственное телевидение одним и важнейших пропагандистских инструментов белорусских властей. Его обвиняют в дезинформации, пропаганде политических репрессий, манипуляциях на выборах и оскорблениях критиков режима Лукашенко.
Сотрудники и топ-менеджеры государственных телевизионных компаний, в том числе Белтелерадиокомпании, неоднократно вносились в список белорусских чиновников, которым запрещён въезд в ЕС, попадали в список специально обозначенных граждан и заблокированных лиц США, санкционные списки Великобритании, Швейцарии. Сама компания в 2022 году попала под санкции Европейского союза, Швейцарии, Украины и Канады.
Уволившаяся в августе 2020 года на фоне протестов после президентских выборов 2020 года журналист Агентства телевизионных новостей сообщила, что на месте работы существовала серьёзная цензура. Например, существовал список людей, имена которых нельзя упоминать в новостях, включавший оппозиционных политиков, существовал чёрный список экономистов и политологов, у которых нельзя было брать комментарии, не допускалось употребление в сюжетах слов «сталинизм», «культ личности», «ГУЛАГ». Существование цензуры также подтвердил уволившийся тогда же журналист АТН Александр Лучонок.